# Бен Годфрі
Бенджамін Метт'ю Годфрі (англ. Benjamin Matthew Godfrey; 15 січня 1998, Йорк, Північний Йоркшир, Англія) — англійський футболіст, захисник клубу «Евертон» та національної збірної Англії.

## Клубна кар'єра
Годфрі розпочав кар'єру в академії клубу свого рідного міста, «Йорк Сіті». У 2011 році був капітаном команди Йорка та околиць до 13 років, яка обіграла у фіналі трофея шкільних команд Англії команду Саутгемптона. Влітку 2011 року Годфрі став гравцем молодіжної команди клубу «Міддлсбро». Згодом проходив перегляд у «Лідс Юнайтед» і «Шефілд Венсдей», але в результаті повернувся в «Йорк Сіті».

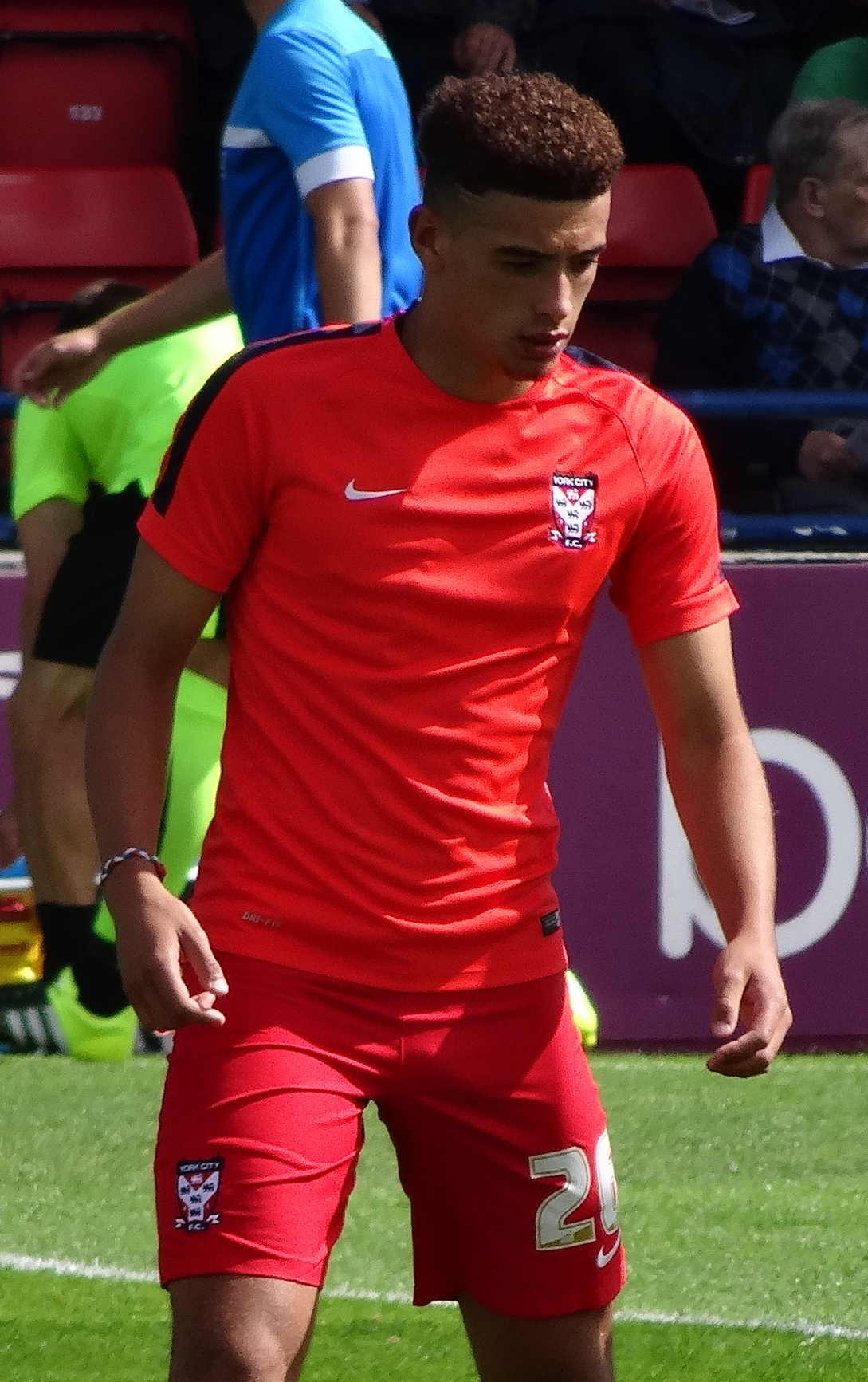
Бен Годфрі під час виступів за «Йорк Сіті». 2015 рік.

18 серпня 2015 року дебютував в основному складі «Йорк Сіті» у матчі Ліги 2 проти «Йовіл Тауна». 14 листопада 2015 року забив свій перший гол за клуб у матчі проти «Плімут Аргайла».
15 січня 2016 року Годфрі перейшов до клубу Прем'єр-ліги «Норвіч Сіті», підписавши з «канарками» контракт терміном на три з половиною роки. 23 серпня 2016 року Бен дебютував за «Норвіч Сіті», вийшовши на заміну в матчі Кубка англійської ліги проти «Ковентрі Сіті», забивши свій перший гол за клуб ударом з-за меж штрафного майданчика. 28 січня 2017 року дебютував у Чемпіоншипі, вийшовши на заміну у грі проти «Бірмінгем Сіті». У серпні 2017 року підписав новий чотирирічний контракт із «Норвіч Сіті».
24 серпня 2017 року Годфрі віддали в оренду в клуб «Шрусбері Таун», де провів весь сезон 2017/18.
У сезоні 2018/19 зумів пробитися в основу «Норвіча» та допоміг «канаркам» виграти Чемпіоншип та вийти до Прем'єр-ліги. У сезоні 2019/20 взяв участь у 30 матчах «Норвіча» в АПЛ, ставши одним з основних центральних захисників команди. За підсумками сезону «канарки» посіли останнє місце і повернулися до Чемпіоншипу.
5 жовтня 2020 року Годфрі перейшов у футбольний клуб «Евертон», підписавши з командою контракт на 5 років. 17 жовтня 2020 року провів свій перший матч за «Евертон», вийшовши на заміну в мерсісайдському дербі проти «Ліверпуля» (2:2). Загалом у свій перший сезон у новому клубі взяв участь у 31 матчі АПЛ. За підсумками сезону був визнаний уболівальниками найкращим молодим гравцем команди.

## Кар'єра у збірній
21 березня 2019 року дебютував у складі збірної Англії до 20 років у матчі проти Польщі. Згодом виступав за молодіжну команду до 21 року, провівши там 9 ігор і був учасником молодіжного чемпіонату Європи 2021 року, де англійці несподівано не вийшли з групи.
25 травня 2021 року був вперше викликаний до національної збірної Англії, потрапивши до розширеного складу команди на Євро 2020, однак у підсумкову заявку «трьох левів» на турнір включений не був. 2 червня 2021 року дебютував у головній збірній Англії у товариському матчі проти Австрії (1:0).

## Стиль гри
На початку кар'єри Годфрі частіше виступав на позиції опорного півзахисника, але потім почав частіше грати в ролі центрального захисника. Після переходу до «Евертона» також іноді став грати на позиції крайнього захисника на обох флангах.